# معاهدة سلام موسكو

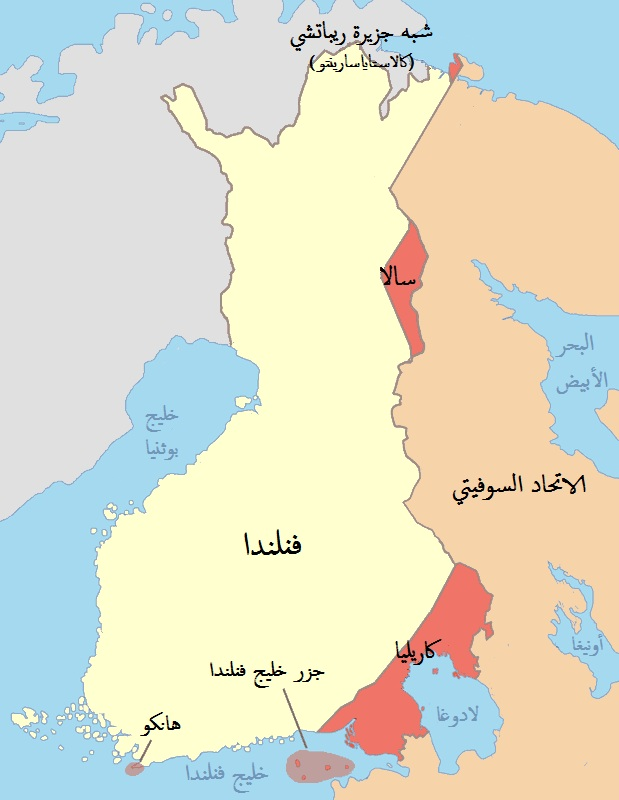
الأراضي التي تنازلت عنها فنلندا للاتحاد السوفياتي بالأحمر

معاهدة سلام موسكو وقـّعت بين الاتحاد السوفياتي وفنلندا في 12 مارس 1940، وجرى تبادل التصديقات في 21 مارس. ويمثل ذلك نهاية حرب الشتاء التي دامت 105 أيام. نصت المعاهدة على تنازل فنلندا عن أجزاء من أراضيها إلى الاتحاد السوفياتي. ومع ذلك، حافظت على استقلال فنلندا، منهية المحاولة السوفياتية للاستيلاء على البلاد. وقع المعاهدة فياتشيسلاف مولوتوف وأندريه جدانوف وألكسندر فاسيلفسكي عن الجانب السوفياتي، وريستو روتي ويوهو كوستي باسيكيفي ورودولف فالدن وفاينو فويونما عن الجانب الفنلندي.